# Alba, Tulcea
Alba (în bulgară Аккадън, transliterat: Akkadăn) este un sat în comuna Izvoarele din județul Tulcea, Dobrogea, România. Se află în partea central-vestică a județului, în Dealurile Tulcei.
Satul a fost locuit de bulgari până în 1940 când s-a făcut schimb de populație cu Bulgaria, în urma cedării Dobrogei de Sud. La 8 km de sat spre comuna Valea Teilor, se află un izvor denumit „Izvorul Tămăduirii”. Este un sat mic, putin populat. În sat exista un singur magazin. Școala a fost desființată, anterior ea avand două săli de clasă, dintre care într-una se aflau toate grupele de grădiniță și într-una toți elevii de clasele I-IV. Satul este înconjurat de păduri și dealuri. Biserica este făcută din extensia unei case donate în acest sens având ca hram Sf. Arhangheli.